# Beilschmiedia myrciifolia
Beilschmiedia myrciifolia är en lagerväxtart som först beskrevs av Spencer Le Marchant Moore, och fick sitt nu gällande namn av Robyns & Wilczek. Beilschmiedia myrciifolia ingår i släktet Beilschmiedia och familjen lagerväxter. Inga underarter finns listade i Catalogue of Life.